# Kim Tŭk-sin
Kim Tŭk-sin (hangeul : 김득신 ; hanja : 金得臣 ; RR : Gim Deuk-sin) est un peintre coréen de l'ère Joseon né en 1754 et mort après 1822. Il est réputé pour ses scènes dela vie de tous les jours, au même titre que son compatriote Kim Hong-do.

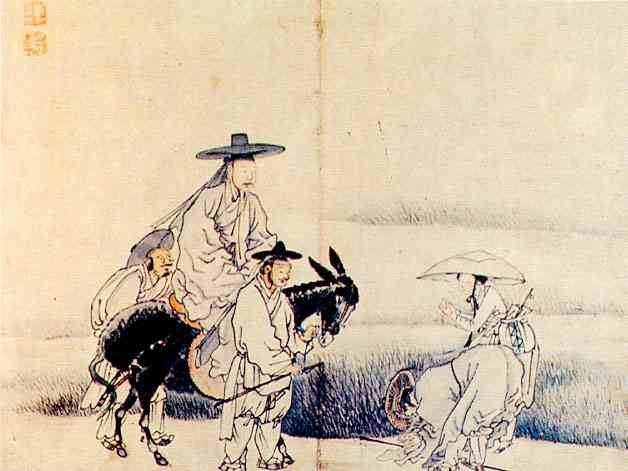
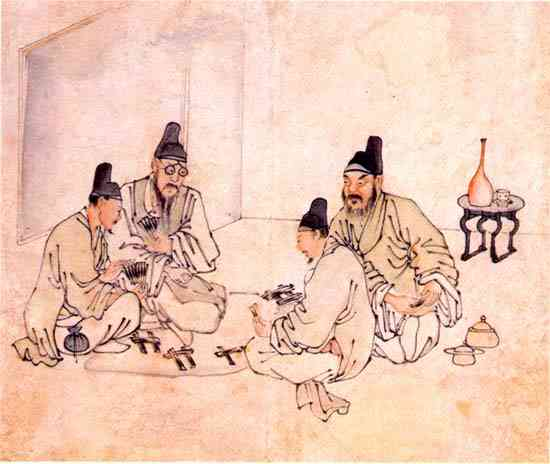
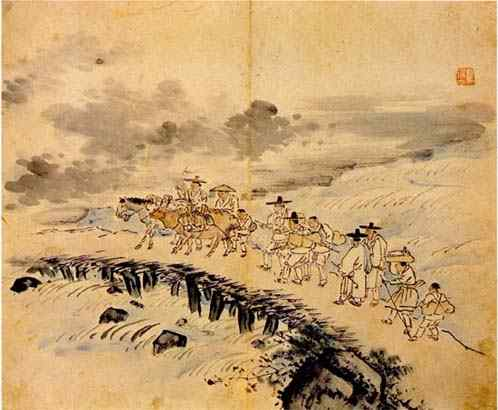
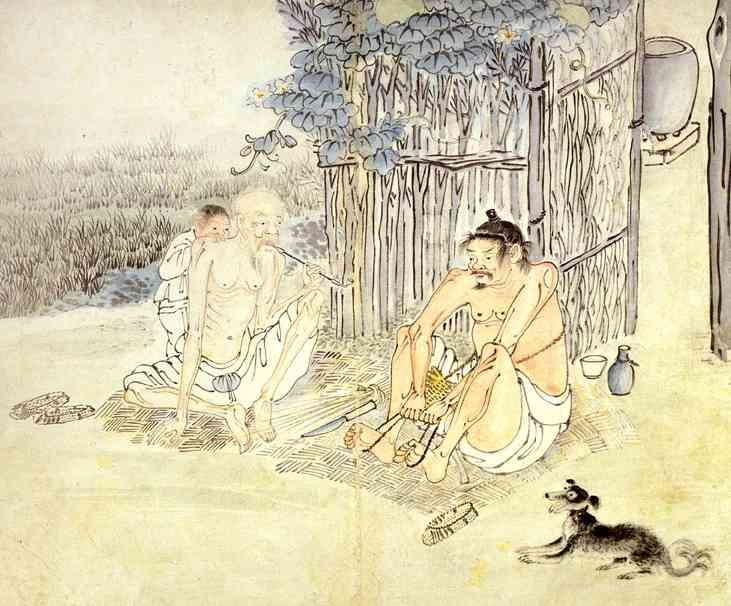